# Спатаро, Джованни
Джова́нни Спата́ро (Giovanni Spataro, также Spadaro, также в латинизированной форме: Joannes Spatarius) (26 октября 1458, Болонья — 17 января 1541, там же) — итальянский теоретик музыки. 

## Биография
Дед Спатаро был торговцем оружием, на что указывает его прозвище Spataro (или Spadario). В 1470-84 учился музыке и музыкальной теории у Рамоса де Парехи, который в эти годы жил в Болонье. С 1505 был певчим, затем до конца жизни руководил хором в болонском соборе св. Петрония, где и был похоронен (могила не сохранилась).

## Творчество
Плохо зная латынь и вовсе не зная греческого, Спатаро черпал свои познания не столько из чтения авторитетного Боэция и великих греков, сколько из эмпирических обобщений музыкальной практики своего времени, из непосредственного общения с музыкантами. Активно переписывался со многими известными музыкантами, в основном, в полемическом тоне. Научная полемика Спатаро, начавшаяся как защита учения Рамоса де Парехи, расширилась затем далеко за пределы теории Рамоса. Об остроте полемики можно судить по сохранившимся письмам Спатаро и трём опубликованным его трактатам: «Достойная защита Бартоломео Рамиса [де Парехи], против сочиненьица Николо Бурци Пармского» (Bartolomei Ramis honesta defensio in Nicolai Burtii parmensis opusculum. Bologna, 1491), «Ясное и достовернейшее доказательство...» (Dilucide et probatissime demonstratione. Bologna, 1521) и «Ошибки Франкино Гафури» (Errori de Franchino Gafurio. Bologna, 1521). Из многочисленных писем Спатаро к Ф.Гафури, П. Арону, Дж. дель Лаго и другим известным музыкантам, сохранились 53. Ряд рукописных трудов Спатаро потерян, в том числе трактат, направленный против ладового учения Арона, и трактат о мензуральной нотации и о контрапункте. 
В своих трудах и письмах Спатаро обсуждал многие проблемы музыкальной науки, в особенности гармонии. Он допускал использование увеличенных октав и уменьшённых квинт, а на критику такой техники композиции как ошибочной отвечал призывом к непосредственному суждению слуха. В одно из его писем к П.Арону (1524) входит обсуждение расшифровки уникального канона А. Вилларта, который некоторые исследователи рассматривают как упражнение для обучения певчих интонированию в чистом строе (при этом сам Спатаро оперировал категориями пифагорова строя). В «Трактате о музыке» (Венеция, 1531) основное внимание Спатаро уделял трактовке мензуральных длительностей в связи с теорией пропорций. 
Подавляющая часть музыкальных сочинений Спатаро утрачена, сохранились семь мотетов.